# Bouazzerita
La bouazzerita és un mineral de la classe dels fosfats. Rep el nom de Bou Azer, al Marroc, la seva localitat tipus.

## Característiques
La bouazzerita és un arsenat de fórmula química Bi₆(Mg,Co)₁₁Fe₁₄(AsO₄)₁₈O₁₂(OH)₄(H₂O)₈₆. Va ser aprovada com a espècie vàlida per l'Associació Mineralògica Internacional l'any 2005. Cristal·litza en el sistema monoclínic. Presenta una combinació única d'elements. És el primer mineral amb nanoclusters de Bi-As-Fe.
Segons la classificació de Nickel-Strunz, la bouazzerita pertany a «08.DH: Fosfats amb cations de mida mitjana i gran, (OH, etc.):RO₄ < 1:1» juntament amb els següents minerals: minyulita, leucofosfita, esfeniscidita, tinsleyita, jahnsita-(CaMnFe), jahnsita-(CaMnMg), jahnsita-(CaMnMn), keckita, rittmannita, whiteïta-(CaFeMg), whiteïta-(CaMnMg), whiteïta-(MnFeMg), jahnsita-(MnMnMn), kaluginita, jahnsita-(CaFeFe), jahnsita-(NaFeMg), jahnsita-(NaMnMg), jahnsita-(CaMgMg), manganosegelerita, overita, segelerita, wilhelmvierlingita, juonniïta, calcioferrita, kingsmountita, montgomeryita, zodacita, arseniosiderita, kolfanita, mitridatita, pararobertsita, robertsita, sailaufita, mantienneïta, paulkerrita, benyacarita, xantoxenita, mahnertita, andyrobertsita, calcioandyrobertsita i englishita.

## Formació i jaciments
Va ser descoberta al filó núm. 7 de Bou Azer, al districte homònim de Tazenakht, a la província d'Ouarzazate (Regió de Souss-Massa-Draâ, Marroc). Es tracta de l'únic indret de tot el planeta on ha estat descrita aquesta espècie mineral.